# Habenaria praecox
Habenaria praecox är en orkidéart som beskrevs av Peter S. `Bill' Lavarack och A.W.Dockrill. Habenaria praecox ingår i släktet Habenaria och familjen orkidéer.
Artens utbredningsområde är Queensland. Inga underarter finns listade i Catalogue of Life.